# Ryan Coetzee (homme politique)
Pour les articles homonymes, voir Ryan Coetzee.
Ryan Nicolas Coetzee, né le 8 janvier 1973, est un homme politique sud-africain.

## Biographie
Ryan Nicolas Coetzee est diplômé de l'université du Cap.
Il est député à l'Assemblée nationale d'Afrique du Sud entre 2004 et 2008.